# يوسف الحلو
يوسف علي يوسف الحلو (11 نوفمبر 1962 في بيتا – ) رجل أمن فلسطيني، عمل رئيسًا لهيئة التدريب العسكري الفلسطيني بين عامي 2012 و2021، ومديرًا عامًا للشرطة الفلسطينية منذ 2 أكتوبر 2021 وحتى إحالته للتقاعد ابتداءً من 1 سبتمبر 2024.